# President's Cup 2021
El torneo President's Cup 2021 fue un torneo profesional de tenis. Perteneció al ATP Challenger Series 2021. Se disputó en su 15.ª edición sobre superficie dura, en Nur-Sultan, Kazajistán entre el 12 y el 18 de julio de 2021.

## Jugadores participantes del cuadro de individuales
| Favorito | País                    | Jugador           | Rank1 | Posición en el torneo |
| -------- | ----------------------- | ----------------- | ----- | --------------------- |
| 1        | Bandera de Rusia        | Roman Safiullin   | 157   | Cuartos de final      |
| 2        | Bandera de Uzbekistán   | Denis Istomin     | 188   | Primera ronda         |
| 3        | Bandera del Reino Unido | Jay Clarke        | 230   | FINAL                 |
| 4        | Bandera de Australia    | Max Purcell       | 237   | CAMPEÓN               |
| 5        | Bandera de Croacia      | Borna Gojo        | 238   | Semifinales           |
| 6        | Bandera de Ucrania      | Sergiy Stakhovsky | 242   | Segunda ronda         |
| 7        | Bandera de Canadá       | Peter Polansky    | 251   | Semifinales           |
| 8        | Bandera de Francia      | Hugo Grenier      | 256   | Primera ronda         |

- 1 Se ha tomado en cuenta el ranking del 28 de junio de 2021.

### Otros participantes
Los siguientes jugadores recibieron una invitación (wild card), por lo tanto ingresan directamente al cuadro principal (WC):
- Grigoriy Lomakin
- Dostanbek Tashbulatov
- Beibit Zhukayev

Los siguientes jugadores ingresan al cuadro principal tras disputar el cuadro clasificatorio (Q):
- Yan Bondarevskiy
- Artem Dubrivnyy
- Oleksii Krutykh
- Andrey Kuznetsov

## Campeones

### Individual Masculino
- Max Purcell derrotó en la final a  Jay Clarke, 3–6, 6–4, 7–6(6)

### Dobles Masculino
- Hsu Yu-hsiou /  Benjamin Lock derrotaron en la final a  Peter Polansky /  Sergiy Stakhovsky, 2–6, 6–1, [10–7]